# Carlsberg Cup 2006.
Carlsberg Cup 2006., međunarodni je nogometni turnir održan u Hong Kongu od 29. siječnja do 1. veljače 2006. godine.

## Sudionici
- Juž. Koreja
- Hrvatska
- Hong Kong
- Danska

## Poluzavršnica
- 29. siječnja

 Juž. Koreja -  Hrvatska 2:0
Strijelci: 34' Lee Dong Gook, 50' Chun Soo Lee. Gledatelja: 16.841. Sudac: Fong Yau-fat (Hong Kong).
Juž. Koreja: 1. Lee Woon-jae (k), 23. Cho Won-hee, 13. Kim Sang-sik, 4. Choi Jin-cheul, 3. Kim Dong-jin, 21. Baek Ji-hoon, 15. Kim Jung-woo (8. Kim Do-heon 90'+1'), 17. Lee Ho, 14. Lee Chun-soo (10. Park Chu-young 84'), 20. Lee Dong-gook, 16. Chung Kyung-ho.
Izbornik: Dick Advocaat
Hrvatska: 1. Joseph Didulica, 5. Mario Tokić (k), 4. Vedran Ješe (2. Neven Vukman 81'), 6. Mato Neretljak, 14. Ivan Bošnjak, 16. Jerko Leko, 8. Josip Balatinac (11. Mladen Petrić 46'), 15. Leon Benko, 19. Niko Kranjčar, 9. Eduardo da Silva, 10. Davor Vugrinec (18. Nikola Šafarić 70').
Izbornik: Zlatko Kranjčar
- 29. siječnja

 Hong Kong -  Danska 0:3
Strijelci: 22' Berg, 40' Augustinussen, 50' Due. Gledatelja: 16.841. Sudac: M. Iemoto (Japan).
Hong Kong: 19. Fan Chun-yip; 3. Man Pei-tak (26. Lai Kai-cheuk 86'), 5. Lee Wai-lun (4. Sham Kwok-fai 60'), 18. Lee Wai-man (k) (2. Lee Chi-ho 77'), 8. Cheung Sai-ho, 14. Lo Chi-kwan, 27. Wong Chun-yue (21. Chan Ho-man 37'; 10. Chan Yiu-lun 77'), 20. Poon Yiu-cheuk, 23. Gerard Ambassa Guy, 15. Chan Wai-ho, 7. Chu Siu-kei (9. Chan Siu-ki 66').
Izbornik: Lai Sun Cheung
Danska: 1. Casper Ankergren, 2. Thomas Augustinussen (11. Jerry Lucena 76'), 5. Anders Due, 6. Michael Gravgaard (k), 3. Soren Berg (17. Dennis Sorensen 63'), 7. Lars Jacobsen, 8. Allan Jepsen, 18. Bo Svensson (10. Kristian Bak Nielsen 82'), 12. Nicolai Stokholm (14. Martin Retov 82'), 15. Michael Silberbauer (4. Martin Borre 78'), 13. Jesper Bech (9. Steffen Hojer 76').
Izbornik: Morten Olsen

## Utakmica za 3. mjesto
- 1. veljače

 Hrvatska -  Hong Kong 4:0
Strijelci: 15' Knežević, 28' J. Leko, 63' da Silva, 70' Bošnjak. Gledatelja: 13.971. Sudac: M. Iemoto (Japan).
Hong Kong: 19. Fan Chun-yip, 3. Man Pei-tak, 4. Sham Kwok-fai, 18. Lee Wai-man (k) (2. Lee Chi-ho 70'), 8. Cheung Sai-ho (11. Law Chun-bong 78'), 14. Lo Chi-kwan (12. Sham Kwok-keung 72'), 16. Liu Quankun (26. Lai Kai-cheuk 83'), 20. Poon Yiu-cheuk (13. Cheung Kin-fung 61'), 23. Gerard Ambassa Guy, 9. Chan Siu-ki, 7. Chu Siu-kei (10. Chan Yiu-lun 40').
Izbornik: Lai Sun Cheung
Hrvatska: 1. Joseph Didulica (12. Ivan Turina 46'), 2. Neven Vukman (10. Davor Vugrinec 46'), 5. Mario Tokić (k), 6. Mato Neretljak (3. Mladen Bartulović 46'; 18. Nikola Šafarić 75'), 14. Ivan Bošnjak, 13. Dario Knežević, 15. Leon Benko (7. Srebrenko Posavec 68'), 16. Jerko Leko, 19. Niko Kranjčar, 17. Siniša Linić, 9. Eduardo Da Silva (4. Vedran Ješe 82').
Izbornik: Zlatko Kranjčar

## Završnica
- 1. veljače

 Juž. Koreja -  Danska 1:3
Strijelci: 13' Cho Jae Jin / 44' Jacobsen, 65' Bech, 89' Silverbauer. Gledatelja: 13.971. Sudac: Fong Yau-fat (Hong Kong).
Juž. Koreja: 1. Lee Woon-jae (k), 2. Yoo Kyong-ryeol, 3. Kim Dong-jin, 4. Choi Jin-cheul, 8. Kim Do-heon (20. Lee Dong-gook 75'), 23. Cho Won-hee, 7. Kim Nam-il, 16. Chung Kyung-ho, 21. Baek Ji-hoon, 10. Park Chu-young (14. Lee Chun-soo 68'), 9. Cho Jae-jin.
Izbornik: Dick Advocaat
Danska: 16. Jesper Christiansen, 2. Thomas Augustinussen (14. Martin Retov 76'), 5. Anders Due (3. Soren Berg 50'), 6. Michael Gravgaard (k), 7. Lars Jacobsen, 8.Allan Jepsen (19. Chris Sorensen 63'), 18. Bo Svensson, 12. Nicolai Stokholm, 15. Michael Silberbauer, 13. Jesper Bech (9. Steffen Hojer 90'), 17. Dennis Sorensen (10. Kristian Bak Nielsen 85').
Izbornik: Morten Olsen 

## Pobjednik turnira
- Danska

## Strijelci
1 - Kim Dong-jin (Juž. Koreja), Lee Chun-soo (Juž. Koreja), Soren Berg (Danska), Thomas Augustinussen (Danska), Anders Due (Danska), Dario Knežević (Hrvatska), Jerko Leko (Hrvatska), Eduardo Da Silva (Hrvatska), Ivan Bošnjak (Hrvatska), Cho Jae-jin (Juž. Koreja), Lars Jacobsen (Danska), Jesper Bech (Danska), Michael Silberbauer (Danska).

## Vanjske poveznice
- (engl.) rsssf.com: Carlsberg kup 2006.